# Фрис, Йенс Андреас
Йенс Андреас Фрис (норв. Jens Andreas Friis; 1821—1896) — норвежский учёный и писатель. Известен в первую очередь как учёный-лингвист, один из наиболее авторитетных специалистов в области саамских языков; занимался также исследованием фольклора, картографией. Фрис также является автором документальных и художественный произведений, из которых наиболее известна повесть «Лайла» на саамскую тематику; это произведение было переведено на многие языки, многократно экранизировалось.

## Биография
Йенс Андреас Фрис родился 2 мая 1821 года в городе Согндале амта Ставангер (сейчас — фюльке Согне-фьорд).
С 1840 года учился в Университете Христиании, в 1844 года стал кандидатом теологии. Изучал саамский и квенский (диалект финского) языки; в 1863—1866 годах, перейдя с теологического на историко-филологический факультет, занимал должность лектора, читал в университете лекции по этим языкам. В 1866 году был назначен на должность экстраординарного, а в 1874 году — ординарного профессора по саамскому и квенскому языкам. В этой должности он прослужил до самой своей смерти в 1896 году.
Фрис изучал саамский фольклор, издал несколько трудов на эту тему. Большой известностью пользовались записки о его путешествии по Финнмарку (1871). На северносаамский язык Фрис перевёл Библию, а также требник.
Значителен вклад Фриса в этнографию: с 1861 года он создавал карты Северной Норвегии с указанием как этнических, так и языковых границ саамского, финского (квенского) и норвежского населения. Такой подход опередил своё время почти на сто лет, поскольку в научный обиход разделение понятий «язык» и «национальность» вошло только после Второй мировой войны.
Наибольшую популярность Фрису принесла повесть на саамскую тематику «Лайла» (Lajla). Впервые изданное в 1881 году, это произведение много раз переиздавалось, было переведено на многие языки мира. Известно три экранизации повести (в 1929, 1937 и 1958 годах); кроме того, в 1908 году по её мотивам была поставлена опера с музыкой и словами Оле Ольсена. Значение «Лайлы» для саамского народа можно сравнить с тем значением, которое имел выход «Хижины дяди Тома» для афроамериканского населения Соединённых Штатов Америки.
Скончался 16 февраля 1896 года в Кристиании (сейчас — Осло).

## Избранные работы
- Lappisk Grammatik, 1856.
- Lappiske Sprogprøver. En Samling af Lappiske Eventyr, Ordsprog og Gaader med Ordbog, 1856.
- Lappisk Mythologi, Eventyr og Folkesagn, 1871.
- En Sommer i Finmarken, Russisk Lapland og Nordkarelen. Skildringer af Land og Folk, 1871.
- Hans Majestæt Kong Oscar II’s Reise i Nordland og Finmarken Aar 1873, 1874.
- Tilfjelds i Ferierne eller Jæger- og Fiskerliv i Høifjeldene, 1876.
- Fra Finmarken. Skildringer, 1881.
- Klosteret i Petschenga. Skildringer fra Russisk Lapland, 1884.
- Ordbog over det Lappiske Sprog, 1887.
- Skildringer fra Finmarken, 1891.